# 31098 Frankhill
31098 Frankhill este un asteroid care intersectează orbita planetei Marte.

## Descriere
31098 Frankhill este un asteroid care intersectează orbita planetei Marte. Asteroidul prezintă o orbită caracterizată de o semiaxă mare de 2,29 ua, o excentricitate de 0,28 și o înclinație de 22,5° în raport cu ecliptica.